# Yves Déloye
 (novembre 2022).
Yves Déloye, né le 7 février 1963 à Bussang (Vosges), est un politiste français.
Il a été directeur de Sciences Po Bordeaux de septembre 2016 à septembre 2021. Il est professeur de science politique à Sciences Po Bordeaux et à l'université Paris I Panthéon-Sorbonne. Il exerce les fonctions de directeur de la rédaction de la Revue française de science politique depuis 2009.
C'est un spécialiste de sociologie historique du politique et de sociologie de l'acte de vote. Il a enseigné à l'Institut d'études politiques de Strasbourg et à l'Institut d'études politiques de Paris.

## Biographie

### Jeunesse et études
Après un cursus universitaire à l'université Paris I Panthéon-Sorbonne (deuxième et troisième cycle) de science politique et de sociologie politique, Yves Déloye est reçu à l'agrégation de science politique en 1997.

### Parcours professionnel
D'abord maître de conférences en science politique l'Institut d'études politiques de Paris puis à l'université Paris I Panthéon-Sorbonne, il obtient un poste de professeur de science politique à l'Institut d'études politiques de Strasbourg (Université Robert Schuman), où il restera jusqu'en 2005. Dans ce cadre, il dirigea le Master « Construction de l'Europe ».
De 2000 à 2005, il est membre junior de l'Institut universitaire de France.
De 2003 à 2016, il est secrétaire général de l'Association française de science politique.
À partir de 2005, il retrouve l'université Paris I Panthéon-Sorbonne et intègre le Centre de recherches politiques de la Sorbonne (CRPS, Unité mixte de recherche du CNRS n° 8057). Il devient également le responsable pédagogique du Master 1 de cette université. 
Il enseigne depuis la rentrée 2010 à l'Institut d'études politiques de Bordeaux.
Le 18 avril 2016, il déclare sa candidature au poste de directeur de l'Institut d'études politiques de Bordeaux (Sciences Po Bordeaux), à la suite de la démission de Vincent Hoffmann-Martinot, ce dernier souhaitant se consacrer à la direction de la Communauté d'Universités et Établissements d'Aquitaine (ComUE d'Aquitaine).
Le 1er septembre 2016, il devient directeur de l'IEP de Bordeaux.
Le 26 novembre 2018, il s'oppose publiquement à la venue de Jean Lassalle au sein de l'IEP de Bordeaux au motif que celui-ci serait « aux antipodes » des valeurs défendues par l'établissement.
Depuis la rentrée 2022, il n'est plus directeur de l'IEP de Bordeaux, remplacé à ce poste par Dominique Darbon. Il est à présent professeur dans l'établissement.

## Apports
Ses domaines d'enseignement sont : histoire politique, théorie politique, sociologie politique, sociologie historique du politique, science politique de l'Europe, méthodes des sciences sociales du politique, épistémologie des sciences sociales, culture générale.
Ses spécialités de recherche portent sur la sociologie historique du politique et Max Weber. Ses objets principaux sont le vote et la construction de la citoyenneté. Il s'est particulièrement intéressé à la construction historique du suffrage universel en France dans ses relations avec le clergé catholique.

## Principales publications

### Ouvrages et monographies
- École et citoyenneté : l'individualisme républicain de Jules Ferry à Vichy : controverses, Paris, Presses de la FNSP, 1994.

{Ouvrage tiré de La citoyenneté au miroir de l'école républicaine et de ses contestations : politique et religion en France XIXe – XXe siècle, thèse pour le doctorat en science politique dirigée par Pierre Birnbaum et soutenue à l’université Paris I Panthéon-Sorbonne le 26 novembre 1991, 2 vol., 906 p.}
- Sociologie historique du politique, Paris, La Découverte, coll. « Repères », 2017, 4e éd.

{Traduction portugaise (Brésil), Editora da Universidade do Sagrado Coraçao, Coll. Filosofia & Politica, Bauru - Sao Paulo, 1999.}
- Les voix de Dieu : pour une autre histoire du suffrage électoral : le clergé catholique français et le vote. XIXe – XXe siècle, Paris, Fayard, 2006, 410 p.

### Ouvrages dirigés ou codirigés
- Le protocole ou la mise en forme de l'ordre politique (avec Claudine Haroche et Olivier Ihl), Paris, L'Harmattan, coll. Logiques politiques, 1996.

Ouvrage issu du colloque international Le protocole ou la mise en forme de l'ordre politique, organisé par le CRPS et l'AFSP à Paris, 7-9 juin 1995.
- Maurice Halbwachs : espaces, mémoires et psychologie collective (avec Claudine Haroche), Paris, Publications de la Sorbonne, 2004.
- Faire de la science politique (avec Bernard Voutat), Paris, Belin, coll. « Socio-Histoires », 2002.

Ouvrage issu du colloque international Autour de la sociologie historique. Épistémologie, méthodes est expériences, organisé par le CRPS et l'Université de Lausanne à Lausanne, 17-18 décembre 1998.
- Le sentiment d'humiliation (avec Claudine Haroche), Paris, In Press, 2006.
- Dictionnaire des élections européennes, Paris, Economica, 2005.

(en) Encyclopaedia of European Elections, Basingstoke / New York, Palgrave Macmillan, 2007.
- Le temps de l'État : mélanges en l'honneur de Pierre Birnbaum (avec Bertrand Badie), Paris, Fayard, 2007.
- L'acte de vote (avec Olivier Ihl), Paris, Presses de Sciences Po, 2008.
- Institutions, élections, opinion. Mélanges en l'honneur de Jean-Luc Parodi (avec Alexandre Dézé et Sophie Maurer), Paris, Presses de Sciences Po, 2014.
- Analyses électorales (avec Nonna Mayer), Bruxelles, Bruylant, 2017.
- Politique comparée (avec Jean-Michel De Waele), Bruxelles, Bruylant, 2018.

### Sélection d'articles
- « Le geste parlementaire, Charles Hacks ou la sémiologie du geste politique au XIXe siècle », Politix, vol. 5, no 20, 1992, p. 129-134.
- « L'élection au village : le geste électoral à l'occasion des scrutins cantonaux et régionaux de mars 1992 », Revue française de science politique, vol. 43, no 1, février 1993, p. 83-106.
- « Les origines intellectuelles de la socialisation civique en France : sources et questions », Sociétés contemporaines, vol. 20, décembre 1994, p. 111-128.
- « La socio-histoire et l'intégration européenne », Politique européenne, no 18, hiver 2006, p. 5-154.
- (en) (avec Nonna Mayer) « French political science at a turning point », French Politics, Culture & Society, vol. 6, no 3, septembre 2008, p. 280-302.
- « Le bureau de vote », Regards sur l'actualité, no 329, mars 2007, p. 45-51.
- « De Rome à Florence : le devenir historique de l'intégration européenne », Critique, no 731, avril 2008, p. 312-321.
- « L'invention d'une expertise électorale catholique : discours et pratiques politiques du bas clergé français sous la IIIe République », Parlement[s]. Revue d'histoire politique, hors-série n° 6, 2010, p. 135-146.
- « La construction politique d'une « science électorale » en France sous la IIIe République. Facteurs et acteurs d'un métissage politico-scientifique », Revue internationale de politique comparée, vol. 19, 2012, p. 37-66.